# Nea Salamis Famagusta FC
Nea Salamis Famagusta FC hay Nea Salamina Famagusta FC (tiếng Hy Lạp: Νέα Σαλαμίς Αμμοχώστου) là một câu lạc bộ bóng đá chuyên nghiệp có trụ sở tại Ammochostos (còn được gọi trong tiếng Latinh là Famagusta), Síp. Năm 1974, khi Thổ Nhĩ Kỳ xâm lược Síp và chiếm phần phía bắc của đảo, câu lạc bộ có trụ sở tạm thời tại Larnaca.
Thành tích đáng chú ý nhất của Nea Salamina là chiến thắng tại cúp quốc gia Síp và Siêu cúp quốc gia Síp năm 1990. Thứ hạng cao nhất mà đội đạt được tại Cypriot First Division là xếp hạng 3. Trong khoảng thời gian 5 năm đầu (1948–1953), câu lạc bộ thi đấu tại giải vô địch Liên đoàn bóng đá nghiệp dư Síp. Năm 1953 Nea Salamina gia nhập Liên đoàn bóng đá Síp (CFA) và tham gia thường xuyên vào các giải thi đấu, các giải đấu cúp của liên đoàn. Câu lạc bộ đã góp mặt trong hơn 50 mùa giải Cypriot First Division, đứng thứ 7 trong số các đội tham dự nhiều nhất.
Đội bóng lần đầu tham dự giải đấu cấp châu lục năm 1990 tại UEFA Cup Winners' Cup. Thi đấu tại UEFA Intertoto Cup 1995, 1997 và 2000. Đội bóng là thành viên của câu lạc bộ thể thao Nea Salamina Famagusta - được thành lập năm 1948; ngoài ra câu lạc bộ này còn có 1 đội tuyển bóng chuyền nam.

## Sân vận động Ammochostos
Từ năm 1974 tới 1991 Nea Salamina đã sử dụng sân vận động GSZ tại Larnaca, sân vận động Dasaki ở Dasaki Achnas, Sân vận động thành phố tại Dherynia và Sân vận động Antonis Papadopoulos tại Larnaca. Năm 1991 đội bóng đã xây dựng sân vận động của riêng mình, Sân vận động Ammochostos.
Sân vận động Ammochostos, thuộc sở hữu của Nea Salamina tại Larnaca, có sức chứa 5,000 chỗ ngồi và được sử dụng chủ yếu cho bóng đá. Quyết định xây dựng sân vận động được đưa ra vào năm 1989 và được khởi công vào tháng 12 năm đó, nhờ các cổ động viên của câu lạc bộ tại Síp và nước ngoài, Hiệp hôi thể thao Síp và các tình nguyện viên, sân vận động đã được hoàn thành đúng tiến độ. Trận đấu đầu tiên của Nea Salamina Famagusta trên sân đấu mới diến ra vào thứ 7, 12 tháng 10 năm 1991, gặp Evagoras Paphos. Nea Salamina giành chiến thắng 4–1. Sân vận động Ammochostos cũng là nơi tổ chức trận chung kết giải vô địch bóng đá U16 châu Âu vào ngày 17 tháng 5 năm 1992 giữa Đức và Tây Ban Nha, kết thúc với chiến thắng 2–1 của Đức.

## Biểu tượng và Màu sắc
Biểu tượng của Nea Salamina là sự kết hợp giữa ngọn đuốc Olympic, màu đỏ và 5 vòng tròn của Thế vận hội. màu sắc chủ đạo của đội trong 2 năm đầu là vàng và đỏ thẫm, khi đội còn là thành viên Liên đoàn bóng đá nghiệp dư Síp. Sau năm 1950, câu lạc bộ chuyển sang màu đỏ và trắng: màu đỏ tượng trưng cho sức mạnh, và màu trắng mang ý nghĩa hòa bình. Áo sọc đỏ trắng được lựa chọn vì chúng giống trang phục của câu lạc bộ Olympiakos Piraeus.

## Đội hình hiện tại
Tính đến 22 tháng 9 năm 2015
Ghi chú: Quốc kỳ chỉ đội tuyển quốc gia được xác định rõ trong điều lệ tư cách FIFA. Các cầu thủ có thể giữ hơn một quốc tịch ngoài FIFA.
| Số | VT | Quốc gia     | Cầu thủ                     |
| -- | -- | ------------ | --------------------------- |
| 1  | TM | Latvia       | Pāvels Šteinbors            |
| 2  | HV | Serbia       | Marko Andić                 |
| 3  | HV | Cộng hòa Síp | Chrysanthos Mantzalos       |
| 4  | HV | Serbia       | Dragan Žarković             |
| 6  | TV | Guadeloupe   | Matthieu Bemba              |
| 7  | TĐ | Tây Ban Nha  | Pedrito                     |
| 8  | TV | Croatia      | Ivan Ćurjurić               |
| 9  | TĐ | Bulgaria     | Dimitar Makriev             |
| 10 | TĐ | Paraguay     | Aldo Adorno                 |
| 11 | TĐ | Cộng hòa Síp | Kyriacos Pavlou             |
| 12 | HV | Cộng hòa Síp | Kyriacos Kyriacou           |
| 13 | HV | Cộng hòa Síp | Ioannis Kousoulos (Đội phó) |
| 16 | TV | Cộng hòa Síp | Andreas Lemesios            |
| 17 | TĐ | Cộng hòa Síp | Stavrinos Constantinou      |

| Số | VT | Quốc gia     | Cầu thủ                         |
| -- | -- | ------------ | ------------------------------- |
| 18 | TV | Bulgaria     | Veselin Marchev                 |
| 19 | TĐ | Cộng hòa Síp | Marcos Michael                  |
| 20 | TV | Hy Lạp       | Giannis Skopelitis (Đội trưởng) |
| 21 | HV | Cộng hòa Síp | Fotis Kezos                     |
| 23 | TV | Tây Ban Nha  | Simón Colina                    |
| 26 | HV | Cộng hòa Síp | Christoforos Christofi          |
| 50 | HV | Liberia      | Solomon Grimes                  |
| 77 | TM | Cộng hòa Síp | Stylianos Constantinou          |
| 82 | HV | Bồ Đào Nha   | China                           |
| 90 | HV | Ý            | Mattia Cinquini                 |
| 93 | TM | Cộng hòa Síp | Neofytos Michael                |
| 95 | TV | Pháp         | Arnaud Honoré                   |
| 99 | TM | Cộng hòa Síp | Christoforos Lymbouris          |

### Cho mượn
Ghi chú: Quốc kỳ chỉ đội tuyển quốc gia được xác định rõ trong điều lệ tư cách FIFA. Các cầu thủ có thể giữ hơn một quốc tịch ngoài FIFA.
| Số | VT | Quốc gia     | Cầu thủ                                            |
| -- | -- | ------------ | -------------------------------------------------- |
| 14 | TĐ | Cộng hòa Síp | Timotheos Pavlou (cho mượn tới Othellos Athienou)  |
| 11 | TĐ | Cộng hòa Síp | Giorgos Siathas (cho mượn tới Omonia Aradippou)    |
| —  | TV | Cộng hòa Síp | Angelos Siathas (cho mượn tới Omonia Aradippou)    |
| 5  | HV | Cộng hòa Síp | Andreas Vassiliou (cho mượn tới Othellos Athienou) |
| 69 | HV | Cộng hòa Síp | Giorgos Velkov (cho mượn tới ASIL Lysi)            |

## Huấn luyện viên
| - Michael Daniel Sialic (1948–49) - Ruben Perperian (1949) - Gkilli (1950) - Kostakis Antoniades (1950–51) - Kostas Eleftheriou (1951) - Henderson (1952) - Kostakis Antoniades (1952–53) - Costas Vasileiou (1953–55) - Kostas Tsigas (1955–57) - Uwe Zegkeler (1957–59) - Nikis Georgiou (1959–61) - Costas Vasileiou (1961–62) - Aram Tsiatirtzian (1962–64) - Costas Vasileiou (1964–65) - Kostakis Antoniades (1965–67) - Stoyan Petrov (1967–68) - Andreas Fokkis (1968–69) - Pambos Avraamides (1969–71) - Sima Milovanov (1971–73) | - Mauritius Aspros (1974) - Andreas Konteatis, Nikis Georgiou (Larnaka) (1974–75) - Mauritius Aspros (Limassol) (1974–75) - Kostakis Antoniades (1975–77) - Spiro Debarski (1977–80) - Jozef Jankech (1980–82) - Andreas Mouskallis (1983) - Mario Buzek (1983–84) - Milan Matsiala (1984–86) - Andreas Mouskallis (1986–90) - Boziil Kolefas (1990–91) - Jerzy Engel (1991–94) - Momčilo Vukotić (1994–95) - Boris Nikolov (1995) - Jerzy Engel (1995–96) - Slobodan Karalits (1996–97) - Lucas Kotrofos (1998) - Michael Urukalo (1998) - Andreas Mouskallis (1998–99) | - Slobodan Vučeković (1999–01) - Andreas Kissonergis (2001) - Takis Antoniou (2001–03) - Panicos Orphanides (2003–tháng 4 năm 2005) - Andreas Michaelides (tháng 4 năm 2005–tháng 11 năm 2006) - Nikos Andronicus (tháng 11 năm 2006–tháng 4 năm 2007) - Georgios Kostikos (tháng 4 năm 2007-tháng 10 năm 2007) - Panicos Orphanides(tháng 11 năm 2007-tháng 11 năm 2008) - Savvas Constantinou (tháng 11 năm 2008–tháng 12 năm 2008) - Michael Hadjipieris(tháng 1 năm 2009-tháng 4 năm 2009) - Attila Supka(22 tháng 4 năm 2009–1 tháng 11 năm 2009) - Nir Klinger(1 tháng 1 năm 2010–30 tháng 6 năm 2010) - Nedim Tutić(tháng 7 năm 2010–tháng 10 năm 2010) - Stephen Constantine (1 tháng 1 năm 2011–7 tháng 7 năm 2012) - Nicos Andreou(7 tháng 7 năm 2012–18 tháng 11 năm 2012) - Mirsad Jonuz (20 tháng 11 năm 2012–13 tháng 6) - Apostolos Charalampidis (1 tháng 7 năm 2013–7 tháng 9 năm 2013) - Dimitris Kalaitzidis(7 tháng 9 năm 2013-) |

Nguồn: 1948–1998: Stilianou, 1988, p. 126 και Stilianou, 1998, p. 150

## Cựu cầu thủ
Danh sách các cầu thủ có hơn 100 lần thi đấu cho câu lạc bộ:
| - Adamou Bangelis (1986–98) - Andreou Artemis (1986–98) - Andreou Pampis (1987–97/1999–2003) - Angelidis Aggelos (1967–78) - Aristotelous Vasos (1950–64) - Chrisanthos N. (1983–90) - Christofi Christakis (1978–91) - Christofi Kiriakos (1959–68) - Christofi Varnavas (1962–72) - Dimitriou Pantelis (1991–98) - Elia Elias (1971–82) - Elia Elias (1983–96) - Fokkis Andreas (1952–65) - Fokkis Pasxalis (1966–77) - Giasas Andreas (1959–66) - Ioannidis Andreas (1988–09) - Ioannou Giannos (1986–98) - Ioannou Kokos (1972–85) | - K. Nouros (1975–83) - Kakousis F. (1975–84) - Karaolis Andreas (1966–73) - Kiriakou Moisis (1973–85) - Kokos Elia (1991–98) - Konteatis Andreas (1962–72) - Kotrofos Sofoklis (1959–72) - Koulapis Loukas (1976–86) - Koungas P. (1970–79) - Koureas Kiriakos (1964–70) - Lambros (1978–87) - Lellos Koullapis (1976–86) - Loukas Kotrofos (1974–80) - Malos Michalakis (1966–75) - Mantzouras Micahlis (1975–89) - Marangos Takis (1979–89) - Mavros Christakis (1978–92) - Mavrou Vasos (1985–97) | - Michailides Michalakis (1969–75) - Mitsios D. (1973–79) - Mouskallis Andreas (1967–74) - Nicolaou Floros (1979–91/1994–95) - Nicolaou Nikos (1991–01) - Nigel McNeill (1987–91) - Okkas Ioannis (1993–97)1 - Orfanidis Michalis (1959–67) - Pitsiaoulos Nikos (1955–68) - Porfiriou T. (1993–98) - Psaras Elissaios (1967–78) - Sialos Michalis (1959–68) - Sofokleous Loukas (1961–79) - Stavrou Savvas (1954–68) - Theofanous Petros (1972–80) - Thomas A. (1972–79) - Tsikelis Kipros (1987–96) |

1số lần thi đấu ít hơn 100, nhưng ông khởi đầu sự nghiệp tại Nea Salamina FC và sau đó trở thành cầu thủ thi đấu nhiều nhất trong lịch sử cho Đội tuyển bóng đá quốc gia Síp.

nguồn: Stilianou, 1998

## Danh hiệu
- Cypriot Cup: 1990
- LTV Super Cup: 1990
- Cypriot Second Division: (1955, 1980, 2002 và 2004)

## Hình ảnh
Nea Salamis Famagusta FC
- Nea Salamis Famagusta FC trong trận chung kết Cúp quốc gia Síp (Cypriot Cup) 1989-1990 trên sân vận động Tsirion.
- Nea Salamis Famagusta FC trong trận gặp Aberdeen F.C. tại European Cup Winners' Cup 1990–91 trên sân Tsirion, Limassol.
- Nea Salamis Famagusta FC đá giao hữu với Arsenal năm 1967, trên sân GSE, Famagusta.
- Đội hình Nea Salamis Famagusta FC mùa giải 1965-1966.
- Cổ động viên Nea Salamina Famagusta FC tại sân vận động Ammochostos trong trận đấu gặp Alki Larnaca F.C. mùa giải 2011-12.

- Cổ động viên Nea Salamina Famagusta FC tại sân vận động Ammochostos trong trận đấu gặp AEK Larnaca F.C. mùa giải 2009-10.
- Cổ động viên Nea Salamina Famagusta FC tại sân vận động Ammochostos trong trận đấu gặp ENP FC mùa giải 2006-07.
- Cổ động viên Nea Salamina Famagusta FC tại sân vận động Ammochostos trong trận đấu gặp AEP Paphos F.C. mùa giải 2006-07.
- Cổ động viên Nea Salamina Famagusta FC tại sân vận động Tsirion trong trận đấu gặp Aris Limassol F.C. mùa giải 2010-11.
- Cổ động viên Nea Salamina Famagusta FC trong trận chung kết Cup Cypriot 2000-2001 trên Sân vận động GSP.